# Repetidor sense fil

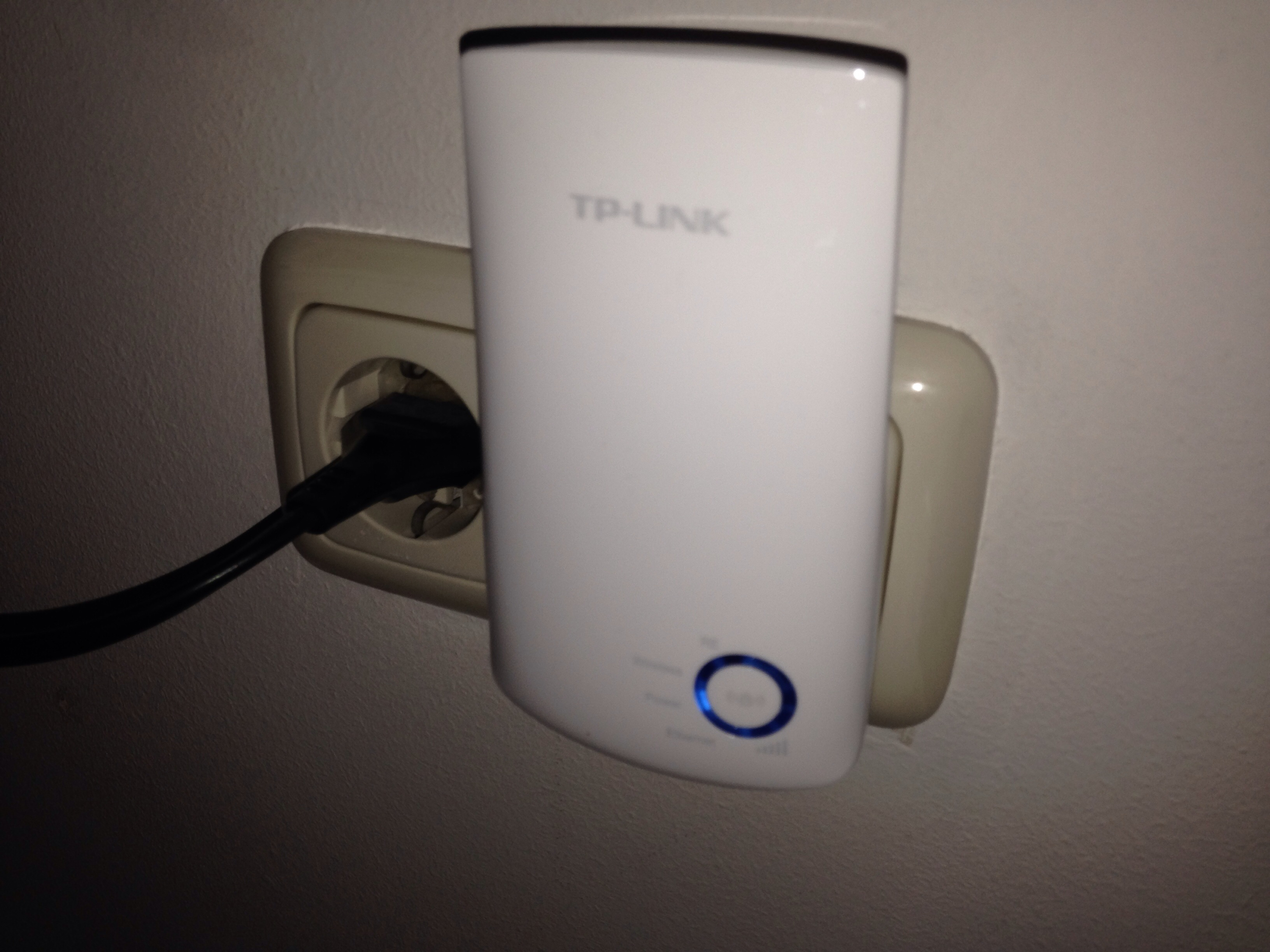
Repetidor sense fils

Un repetidor sense fil (també anomenat repetidor wifi o extensor d'abast wifi) és un dispositiu que pren un senyal existent d'un encaminador sense fil o punt d'accés sense fil i el retransmet per crear una segona xarxa. Quan dos o més amfitrions s'han de connectar entre ells mitjançant el protocol IEEE 802.11 i la distància és massa llarga perquè s'estableixi una connexió directa, s'utilitza un repetidor sense fil per salvar la bretxa.

## Característiques
Pot ser un dispositiu de xarxa informàtica autònom especialitzat. Tanmateix, alguns controladors d'interfície de xarxa sense fil (WNIC) admeten opcionalment el funcionament en aquest mode. Els que estiguin fora de la xarxa primària es podran connectar a través de la nova xarxa "repetida", tenint en compte que, pel que fa a l'encaminador o punt d'accés original, només està connectat el repetidor MAC, per la qual cosa és necessari habilitar les funcions de seguretat al repetidor sense fil. Els repetidors sense fil s'utilitzen habitualment per millorar l'abast i la força del senyal a les cases i les petites oficines.

## Wifi bridge
Un Wifi Bridge fa de repetidor sense fil d'una xarxa internet existent però l'emet utilitzant un nom de xarxa (SSID) i una contrasenya diferents. Aquesta aplicació pot crear dues xarxes individuals per a dos grups d'usuaris que comparteixen una mateixa Xarxa Internet. Aquest mode pont permet que dos encaminadors coexisteixin sense cap problema. Una vegada que el mode pont està habilitat l'encaminador estès crea essencialment una nova xarxa. Cal no confondre'l amb Point to point Wifi Bridge.

## Usos
- Quan no hi ha cap punt d'accés sense fil en una zona
- En una zona amb moltes interferències.
- La interferència pot ser causada per molts factors ambientals, com ara microones (com ara un forn de microones), aparells metàl·lics o recobriment metàl·lic o una línia de visió impedida.
- Quan la distància entre l'ordinador i el punt d'accés sense fil o l'encaminador sense fil és massa gran perquè la targeta d'interfície de xarxa sense fil interna rebi el senyal sense fil.
- Quan es fa xarxa en un entorn amb interferències i múltiples ordinadors, xarxes o concentradors